# Holliston
Holliston är en kommun i Middlesex County i Massachusetts i USA, som ligger i Bostons storstadsområde. Befolkningen var enligt 2010 års folkräkning 13 547. Kommunen ligger väster om Boston.  

## Historia
Holliston var tidigare en bosättning för indianer som kallade platsen Mucksquit vilket betyder "plats med mycket gräs". De första européerna kom till området 1659 och var puritaniska nybyggare. Under de följande årtiondena invandrade ett flertal familjer dit för att starta jordbruk. 3 december 1724 grundades kommunen Holliston när man inkorporerade flera jordbruk. Sedan dess grundade 1724 har kommunen växt från att ha några hundra invånare till att idag[när?] ha knappt 13 600.
George Washington besökte orten 6 november 1789 då han ledde sitt följe från Boston till New York. 
Holliston var under 1800-talet en av USA:s största producenter av skor men efter omfattande konkurrens från utländska fabriker och omfattande förstörelse under de bränder som ödelade kommunen under 1800-talet.  

## Demografi
Enligt folkräkningen från år 2000 bodde det 13 801 personer på 4 795 hushåll i kommunen. Befolkningstätheten var på 284.8 personer per kvadratkilometer. Den etniska sammansättningen var 96,7 % vita, 0,9 % svarta, 0,9 % indianer, 1,2 % asiater, 0,3 % av annan etnicitet och 0,8 % av två eller flera etniciteter. 29,4 % var av irländsk, 18,3 % var av italienskt, 17,8 % av engelskt, 9,7 % tyskt, 5,6 % av franskt, och 5,6 % av polskt ursprung.